# Jerseytown
Jerseytown és una concentració de població designada pel cens dels Estats Units a l'estat de Pennsilvània. Segons el cens del 2000 tenia 150 habitants.

## Demografia
Segons el cens del 2000, Jerseytown tenia 150 habitants, 50 habitatges, i 42 famílies. La densitat de població era de 49,5 habitants per quilòmetre quadrat.
Dels 50 habitatges en un 28% hi vivien nens de menys de 18 anys, en un 82% hi vivien parelles casades, en un 2% dones solteres, i en un 16% no eren unitats familiars. En el 10% dels habitatges hi vivien persones soles el 4% de les quals corresponia a persones de 65 anys o més que vivien soles. El nombre mitjà de persones vivint en cada habitatge era de 2,88 i el nombre mitjà de persones que vivien en cada família era de 2,83.
Per edats la població es repartia de la següent manera: un 16,7% tenia menys de 18 anys, un 4,7% entre 18 i 24, un 24% entre 25 i 44, un 35,3% de 45 a 60 i un 19,3% 65 anys o més.
L'edat mediana era de 46 anys. Per cada 100 dones de 18 o més anys hi havia 83,8 homes.
La renda mediana per habitatge era de 45.625 $ i la renda mediana per família de 46.250 $. Els homes tenien una renda mediana de 29.107 $ mentre que les dones 22.500 $. La renda per capita de la població era de 20.538 $. Cap de les famílies i l'1,7% de la població estaven per davall del llindar de pobresa.

## Poblacions més properes
El següent diagrama mostra les poblacions més properes.